# Nordisk familjebok

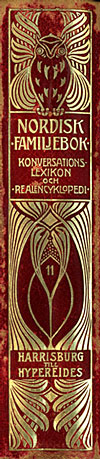
Grzbiet okładki wydawnictwa Uggleupplagan

Nordisk familjebok – szwedzka encyklopedia, publikowana w latach 1876–1957. Pierwsze wydanie składające się z 20 tomów zostało opublikowane w latach 1876–1899. Pierwsza edycja jest znana jako „edycja Idunn” ze względu na obraz Idunny na okładce. Drugie wydanie składające się z 38 tomów zostało opublikowane w latach 1904–1926 i jest tym samym najobszerniejszą encyklopedią opublikowaną w języku szwedzkim. Ta edycja znana jest jako Uggleupplagan (sowa), ponieważ na okładce znajduje się sowa. Dwie kolejne edycje zostały opublikowane przed 1957 roku. Prawa autorskie wygasły do dwóch pierwszych edycji i są one teraz dostępne w domenie publicznej.
W 1990 roku badacze z Uniwersytetu Linköping rozpoczęli Projekt Runeberg, mający na celu stworzenie internetowej biblioteki krajów nordyckich z tekstami, do których wygasły prawa autorskie. W 2001 roku technologia uległa poprawie na tyle, aby umożliwić pełną digitalizację całej encyklopedii przy użyciu skanerów i OCR.

Frontyspis Nordisk Familjebok, I wydanie
Frontyspis Nordisk Familjebok, II wydanie